# Liechtenstein en los Juegos Olímpicos de Los Ángeles 1984
Liechtenstein estuvo representado en los Juegos Olímpicos de Los Ángeles 1984 por siete deportistas, cinco hombres y dos mujeres, que compitieron en tres deportes.
La portadora de la bandera en la ceremonia de apertura fue la atleta Manuela Marxer. El equipo olímpico liechtensteiniano no obtuvo ninguna medalla en estos Juegos.